# Bryophaenocladius
Bryophaenocladius är ett släkte av tvåvingar som beskrevs av August Friedrich Thienemann 1934. Bryophaenocladius ingår i familjen fjädermyggor.

## Dottertaxa tillBryophaenocladius, i alfabetisk ordning[1][2]
- Bryophaenocladius aestivus
- Bryophaenocladius angustus
- Bryophaenocladius auritus
- Bryophaenocladius bicolor
- Bryophaenocladius brincki
- Bryophaenocladius carus
- Bryophaenocladius clavatus
- Bryophaenocladius conicus
- Bryophaenocladius cristatus
- Bryophaenocladius cuneiformis
- Bryophaenocladius dentatus
- Bryophaenocladius digitatus
- Bryophaenocladius distinctus
- Bryophaenocladius emarginatus
- Bryophaenocladius faegrii
- Bryophaenocladius femineus
- Bryophaenocladius flagelligus
- Bryophaenocladius flavoscutellatus
- Bryophaenocladius flexidens
- Bryophaenocladius fortispinata
- Bryophaenocladius fumosinus
- Bryophaenocladius furcatus
- Bryophaenocladius humerosus
- Bryophaenocladius ictericus
- Bryophaenocladius ikiheius
- Bryophaenocladius illimbatus
- Bryophaenocladius imberbus
- Bryophaenocladius impectinus
- Bryophaenocladius inconstans
- Bryophaenocladius kalengoensis
- Bryophaenocladius kobayashii
- Bryophaenocladius korkishkoi
- Bryophaenocladius lanceolatus
- Bryophaenocladius laticaudus
- Bryophaenocladius mazumbaiensis
- Bryophaenocladius moneronus
- Bryophaenocladius muscicola
- Bryophaenocladius nidorum
- Bryophaenocladius niger
- Bryophaenocladius nigrus
- Bryophaenocladius nitidicollis
- Bryophaenocladius novosemliae
- Bryophaenocladius nudisquama
- Bryophaenocladius pallidus
- Bryophaenocladius paranudisquama
- Bryophaenocladius paraproductus
- Bryophaenocladius pectinatus
- Bryophaenocladius pichinensis
- Bryophaenocladius piltunensis
- Bryophaenocladius pleuralis
- Bryophaenocladius polychaetus
- Bryophaenocladius productus
- Bryophaenocladius propinquus
- Bryophaenocladius psilacrus
- Bryophaenocladius rostratus
- Bryophaenocladius rotundilobus
- Bryophaenocladius ruwenzoriensis
- Bryophaenocladius saanae
- Bryophaenocladius scanicus
- Bryophaenocladius sclerus
- Bryophaenocladius setilobus
- Bryophaenocladius simplex
- Bryophaenocladius simplicicoxus
- Bryophaenocladius simus
- Bryophaenocladius spinicaudus
- Bryophaenocladius subparallelus
- Bryophaenocladius subvernalis
- Bryophaenocladius suparallelus
- Bryophaenocladius thaleri
- Bryophaenocladius tirolensis
- Bryophaenocladius tshukoticus
- Bryophaenocladius tuberculatus
- Bryophaenocladius usambarensis
- Bryophaenocladius vernalis
- Bryophaenocladius virgo
- Bryophaenocladius xanthogyne